# Ејда (Охајо)
Ејда (енгл. Ada) град је у америчкој савезној држави Охајо.

## Демографија
По попису из 2010. године број становника је 5.952, што је 370 (6,6%) становника више него 2000. године.
| Група             | 2000.         | 2010.         |
| Белци             | 5.319 (95,3%) | 5.525 (92,8%) |
| Афроамериканци    | 88 (1,6%)     | 116 (1,9%)    |
| Азијати           | 70 (1,3%)     | 113 (1,9%)    |
| Хиспаноамериканци | 33 (0,6%)     | 93 (1,6%)     |
| Укупно            | 5.582         | 5.952         |